# 斯維亞佳
50°44′0″N 26°18′26″E / 50.73333°N 26.30722°E
斯維亞佳（烏克蘭語：Свяття），是烏克蘭西北部里夫内州里夫内区亞歷山德里亞市鎮的村落。始建於1603年，面積0.19平方公里，海拔高度180米，2001年人口107，人口密度每平方公里563.2人。